# Marcel Cadolle
Marcel Maurice Honoré Eugène Cadolle (Parigi III, 21 dicembre 1885 – Parigi XVII, 21 agosto 1956) è stato un ciclista su strada francese.
Professionista dal 1906 al 1907, vinse una tappa al Tour de France.

## Carriera
Tra i dilettanti fu campione francese nel 1903. Passò professionista nel 1906 con la Alcyon-Dunlop, vincendo nella prima stagione la Bordeaux-Parigi e terminando al secondo posto la Parigi-Roubaix. Nella stagione successiva ottenne una vittoria di tappa al Tour de France. Durante la settima tappa della corsa, quando si trovava al secondo posto in classifica, fu vittima di una caduta che, provocando un grave infortunio al ginocchio, lo costrinse a terminare anzitempo la carriera. È fratello del ciclista Marius.

## Palmarès
- 1903 (Dilettanti, due vittorie)

Bruxelles-Liegi
Campionati francesi, prova in linea dilettanti
- 1906

Bordeaux-Parigi
- 1907

4ª tappa Tour de France (Belfort > Lione)

## Piazzamenti

### Grandi Giri
- Tour de France

1906: ritirato (11ª tappa)
1907: ritirato (7ª tappa)

### Classiche monumento
- Parigi-Roubaix

1906: 2º